# Ален, Мари-Клер
Мари-Клер Ален (фр. Marie-Claire Alain; 10 августа 1926 — 26 февраля 2013) — французская органистка, музыкальный критик, педагог. Дочь Альбера Алена, сестра Жана Алена и Оливье Алена.

## Биография
Родилась в Сен-Жермен-ан-Ле.
Мари-Клер Ален окончила Парижскую консерваторию (1950), ученица Марселя Дюпре (изучала также фортепиано у Ива Ната и гармонию у Мориса Дюрюфле). В том же году получила вторую премию Международного конкурса исполнителей в Женеве (первая не была присуждена).
Ален принадлежит к самым интенсивно записывающимся органистам мира. Она трижды записала полное собрание органных произведений Иоганна Себастьяна Баха (1959—1968, 1975—1978, 1986—2003), записала также все органные сочинения Дитриха Букстехуде (специальная премия города Любека) и Сезара Франка. Среди записей Ален — музыка её брата и отца (произведения своего отца Ален записала на органе в Сен-Жермен-ан-Ле, на котором он играл всю жизнь). В общей сложности Ален осуществила более 260 записей и дала более 2500 концертов.
Ален удостоена ряда французских и международных наград: она командор Ордена Почётного легиона и Ордена литературы и искусства, почётный доктор нескольких университетов. В 1980 г. ей присуждена Премия Леони Соннинг.
Умерла 26 февраля 2013 года.